# Taktična napadalna skupina
Taktična napadalna skupina (TAG) je vojaška protiteroristična enota v Avstraliji. Trenutno obstajata dve taktično napadalni skupini, ki imata sedež vsaka na svoji strani države. Kot taki sta posebej označeni kot TAG Vzhod, ki ima sedež v Sydneyju in TAG Zahod, ki ima sedež v Perthu. Obe skupini izvajata operacije na področju ofenzivne protiteroristične obrambe na domačih tleh in se osredotočajo na neposredno vojaško ukrepanje in reševanje talcev.
Vsaka napadalna skupina je sposobna hitrega odziva po vsej državi za izvajanje vojaških operacij izven obsega taktičnih skupin državne in zvezne policije. To jim omogoča usposobljenost v visoko specializiranih znanjih in spretnostih, ob podpori avstralskih obrambnih sil (ADF) kot sta npr.inženirski polk specialne enote in  171. Aviacijski Squadron. 

## Zgodovina
13. februarja 1978 se je zgodil bombni napad na Sydney Hilton. To je bila pobuda za začetek nujnega pregleda varnostnih postopkov za boj proti terorizmu.
Protiteroristični agenciji (avstralska zvezna policija in Avstralska obveščevalna organizacija) sta začeli delovati v stanju visoke pripravljenosti, ustvaril pa se je tudi center za obrambno in varnostno koordinacijo. Premier je predlagal ustanovitev svetovalnega odbora, ki bi bil primarno zadolžen za koordinacijo in financiranje razližnih obrambnih organizacij. Zavzel se je tudi, da policijske enote po avstraliji prevzamejo vlogo, ki zajema protiteroristično delovanje. Vendar pa je študija, ki jo je izvedel Sir Robert Mark, pokazala, da je za takšno delovanje potrebno napredno vojaštvo in da naloge protiterorističnega delovanja ne bi smele biti del policijskih aktivnosti, temveč bi bilo bolje če bi jih izvajale vojaške enote. To ugotovitev je še dodatno podkrepilo poročilo Ironbank, ki ga je pripravil polkovnik John Essex-Clark v katerem je svetoval, da je nujno oblikovanje posebnih protiterorističnih enot znotraj vojske.
V avgustu 1978 se je izoblikoval predlog, da se avstralskemu SASR dodeli naloga izobraževanja in vzdrževanja protiterorističnih sil, ki bi sledile zgledu britanske vojske in njihovim protiterorističnim ekipam, ki spadajo pod SAS. Enote so bile poimenovane TAG, ki jim je poveljeval poveljujoči častnik SASR. 3. maja je vlada odobrila izvedbo namenske protiteroristične enote znotraj SASR, končno dovoljenje za izvedbo TAG enot pa je bilo dano 31. avgusta 1979.
Naloge, ki so bile dodeljene skupini:
- Nevtralizacija, vključno z zajemanjem, terorističnih skupin, ki bi vključevala ostrostrelce, ugrabitelje, samomorilce ali skrajneže, prav tako pa nevtralizacijo letal ali ladij.
- Reševanje talcev in zajemanje premoženja teroristov
- Zajemanje objektov in naprav, ki so v upravljanju teroristov

Usposabljanje se je uradno začelo marca 1980, enota pa je v celoti zaživela v mesecu maju.
Julija 1980 je bil SASR usmerjen v pomorstvo, kjer so bili izurjeni ukrepati tudi na naftnih ploščadih v primeru terorističnega zajetja.
V ekipi je sodelovalo 17 potaplajčev iz Avstraljske kraljeve mornarice RAN’s.
22. julija je bil TAG (vzhod) ustanovljen z namenom, da povečajo boj proti terorizmu na domačih tleh. TAG (vzhod) pa služi še vedno prvotnemu namenu služenja.

## Organizacija
Trenutno obstajata dve taktični skupini, TAG (vzhod) in TAG (zahod). Vsaka od teh dveh sodi v drugo matično enoto in vsaka ščiti drugo geografsko območje Avstralije. 
TAG vzhod ima svoje člane iz 2.Polka in člane iz Avstralske mornarice.
TAG zahod ima svoje člane iz Avstraljske zračne enote. TAG zahod ima glavno odgovornost za operacije na morju, za izvajanje raznih operacij kot so incidenti na naftnih ploščadih ali zajetja talcev na ladjah in pa tudi v primeru mednarodnih incidentov..
Oboji sodelujejo v nacionalnih protiterorističnih vajah NATEX. Večkrat na leto se izvajajo vaje za testiranje avstralkih obrambnih sil, vključno z dvema skupinama avstralskih specialnih sil ter inženirski polk. Vaje vključujejo tudi dele ozemlja policijskih enot kamor spadajo policijsko taktične skupine in obveščevalne službe. kot so ASIO.

## Operacije
- 1982 Brisbane Commonwealth Games:[7]
- 2000 Sydney Olympics Security: Joint Task Force Gold[8]
- 2001 South Tomi boarding:[9]
- 2001 MV Tampa boarding: MV Tampa (see Tampa affair).[10]
- 2003 Pong Su boarding:[11]
- 2003 Rugby World Cup: Operation Scrummage[12]
- 2006 Melbourne Commonwealth Games: Operation Acolyte[13]
- 2007 Sydney APEC Conference: Operation Deluge[14]
- 2008 World Youth Day Sydney and visit of Pope Benedict XVI: Operation Testament
- 2014 G-20 Brisbane summit[15]